# Pendlebury Library of Music
Die Pendlebury Library of Music ist die Bibliothek der musischen Fakultät der University of Cambridge, England. Die Bibliothek ist in einem Neubau untergebracht, der 1984 vollendet wurde und der von Sir Leslie Martin entworfen worden war. Die Bibliothek befindet sich in direkter Nachbarschaft zur West Road Concert Hall und dem alten Verwaltungsgebäude der Faculty of Music auf dem Sidgwick Site Campus,  West Road, Cambridge.
Das aktuelle Buchsignaturen- und Klassifikationsschemata ist ähnlich dem der Cambridge University Librarys Musiksammlung und basiert auf einem einfachen Klassifikationssystem aus drei Ziffern. Die Bibliothek kann von allen Mitgliedern der Universität genutzt werden.

## Geschichte
Die Bibliothek erhielt ihren Namen von Richard Pendlebury, der seine Sammlung von gedruckten Noten und Musikhandschriften zuerst dem Fitzwilliam Museum übereignete; von dort wurde die Sammlung dann größtenteils der Cambridge University Library übertragen. In 1929 bildete diese Sammlung dann den Grundstock der The Pendlebury Library of Music, die der Faculty of Music geschenkt wurde. 1994 wurden alle Musikhandschriften der Cambridge University Library übergeben. Pendleburys ursprüngliche Sammlung an gedruckten Notenausgaben kann immer noch in Pendlebury Library of Music eingesehen werden.